# محمد نضال الشعار
محمد نضال الشعار (مواليد 1956 في حلب) اقتصادي وسياسي سوري يشغل منصب وزير الاقتصاد والصناعة في حكومة أحمد الشرع منذ 29 آذار 2025. سابقاً شغل منصب وزير الاقتصاد والتجارة في حكومة عادل سفر من 14 نيسان 2011 إلى 23 حزيران 2012.

## حياته
بعد حصوله على درجة الدكتوراة في الإقتصاد من جامعة جورج تاون الأمريكية، بدأ في سوريا كمدرسٍ في كلية التجارة والاقتصاد في حلب بين عام 1996 و2001. بعد ذلك شغل الشعار عدة مناصب في قطاع الأسواق المالية والمصرفية، إذ أصبح في عام 2002 الأمين العام لهيئة المحاسبة والمراجعة للمؤسسات المالية الإسلامية في البحرين وبقي في ذاك المنصب إلى عام 2012، ورئيس الجمعية السورية الأمريكية لرجال الأعمال، ومستشار في وزارة الإسكان الأمريكية، وخبير في البنك الدولي. في عام 2006 حصل على جائزة محمد بن راشد آل مكتوم للتفوق المصرفي، ورُشّح لجائزة نوبل في الاقتصاد بين عامي 2009 و2010. بعد انطلاق الثورة السورية تم تعيينه وزيراً للمالية في 14 نيسان 2011 ضمن حكومة عادل سفر، والتي أقيلت في 23 حزيران 2012. ومنذ خروجه من سورية تنقل الشعار ما بين إسطنبول ودبي، ووجه انتقادات لنظام الأسد بشكل علني. تم تعيينه في 29 آذار 2025 وزيرا للإقتصاد في حكومة أحمد الشرع.

## الدراسة
بعد إنهائه المرحلة الثانوية التحق الشعار بكلية التجارة والاقتصاد بجامعة حلب ليحصل في عام 1980 على البكالوريوس في الاقتصاد. ثم سافر محمد نضال الشعار إلى الولايات المتحدة لمتابعة تحصيله العلمي، فنال الماجستير في الفلسفة المالية والاستثمار الدولي من جامعة جورج تاون، وماجستير في علوم التجارة العالمية من جامعة ولاية داكوتا الجنوبية (South Dakota State University) مع درجة الشرف. وحصل على دكتوراة فلسفة في علم الاقتصاد النقدي والدولي من جامعة جورج تاون مع درجة الشرف أيضاً.

## المؤتمرات الدولية
- شارك الدكتور محمد نضال الشعار كمتحدث رئيسي في أكثر من مائة مؤتمر تعنى بالاقتصاد حول العالم.

- شارك في تدريب موظفي بورصة سنغافورة وبورصة دبي وبورصة أبو ظبي.

- وبسبب خبرته الواسعة في مجال الأسواق والمؤسسات المالية، إلى جانب خبرته في إدارة المصارف المركزية في الدول النامية، قد عين محمد نضال الشعار أميناً عاماً لهيئة المحاسبة والمراجعة للمؤسسات المالية الإسلامية (وهي منظمة دولية تعنى بشؤون العمل المالي والمصرفي الإسلامي، وفي عضويتها أكثر من 200 عضو، يمثلون عدد كبيراً من الدول الإسلامية يتجاوز 46 دولة).

- ألقى أكثر من 300 محاضرة في جميع أنحاء العالم في المواضيع المتعلقة بالتسويق والاقتصاد النقدي والاستثمار.

## أعماله
في الولايات المتحدة الامريكية: بدأ بترأس الجمعية السورية الامريكية لرجال الاعمال SBCC، كما وعمل باحثاً في وزارة الإسكان، ومستشاراً اقتصادياً في البنك الدولي حيث قام إجراء التقييم المالي لمؤسسات القطاع العام في أوروبا والشرق الأوسط وشمال إفريقيا، بالإضافة لذلك عمل نائباً للرئيس في شركة “جونسون وهيغنز”، وعمل أستاذاً لمقررات الاقتصاد الكلي والعالمي والنقود والمصارف في جامعة جورج واشنطن الأمريكية.
شارك الشعار في عدة مؤتمرات دولية كمتحدث رئيسي في أكثر من مئة مؤتمر تعنى بالاقتصاد حول العالم.
شارك في تدريب موظفي بورصة سنغافورة وبورصة دبي وبورصة أبو ظبي، وبسبب خبرته الواسعة في مجال الأسواق والمؤسسات المالية، إلى جانب الخبرة في إدارة المصارف المركزية في الدول النامية، فقد عين الشعار أميناً عاماً لهيئة المحاسبة والمراجعة للمؤسسات المالية الإسلامية.   
ألف الدكتور محمد نضال الشعار العديد من الكتب من أهمها: كتاب سوق الأوراق المالية (البورصة)، وكتاب تساؤلات اقتصادية يُجيب على مئة سؤال في الاقتصاد، وكتاب تساؤلات اقتصادية في الاقتصاد الإسلامي والتقليدي ويُجيب على 300 سؤال في الاقتصاد، وله أيضاً كتاب أسس العمل المصرفي والمالي الإسلامي.
حصل الشعار على عدة جوائز ومنها: جائزة محمد بن راشد آل مكتوم للتفوق المصرفي عام 2006
وخلال عامي 2009 و2010 تم ترشيحه مرتين إلى جائزة نوبل في الاقتصاد من قبل عدة مؤسسات عالمية مخولة بالترشيح لدى مؤسسة جائزة نوبل.
بالإضافة للجوائز فقد كرّم عدة مرات وأهمها: وضع اسمه لمدة إحدى عشر سنة على التوالي في قائمة “المسلمون الخمسمائة الأكثر تأثيراً في العالم” في مجال الأعمال، وتصدر هذه القائمة سنوياً عن المركز الملكي للدراسات الاستراتيجية في الأردن، وجامعة جورج تاون في الولايات المتحدة الأمريكية، كما وتمّ تصنيفه بالمرتبة الثامنة من المائة الأوائل، من أكثر رجال الأعمال العرب المؤثرين في العالم من قبل مؤسسة أرابيان بيزنيس.

## الجوائز والتكريم[5]
● جائزة محمد بن راشد آل مكتوم للتفوق المصرفي عام 2006
● ورد اسم الدكتور محمد نضال الشعار لمدة 11 سنة على التوالي في قائمة “المسلمون الخمس مائة الأكثر تأثيراً في العالم” في مجال الأعمال.
● وتصدر هذه القائمة سنوياً عن المركز الملكي للدراسات الاستراتيجية في الأردن، وجامعة "جورج تاون" في الولايات المتحدة الأمريكية.
● تم تصنيف الدكتور الشعار بالمرتبة الثامنة من المائة الأوائل، من أكثر رجال الأعمال العرب المؤثرين في العالم من قبل مؤسسة "أرابيان بيزنس" Arabian Business .
● خلال عامي 2009 و2010 تم ترشيحه مرتين إلى جائزة نوبل في الاقتصاد من قبل عدة مؤسسات عالمية مخولة بالترشيح لدى مؤسسة جائزة نوبل